# Mazda Tribute
Mazda Tribute (kódové označení J14) je osobní automobil kategorie SUV vyráběný japonskou automobilkou Mazda od roku 2001. Je vyvíjen společně s Ford Motor Company a založen na platformě pocházející z vozu Mazda 626, která je základem také pro platformu CD2 používanou pro vůz Ford Escape. Tribute se prodává za nižší cenu než Ford Escape a Mercury Mariner (řada SUV postavených na CD2).
Vozy Tribute a Escape měly svůj debut v roce 2001, nabídly pohon přední nápravy nebo obou náprav a volbu mezi příčně montovanými zážehovými motory Ford Zetec 2.0 a Ford Duratec 3.0 V6. Ford Escape se prodává v Evropě také jako Ford Maverick, s řadovým čtyřválcem 2.0 s manuální převodovkou nebo s motorem 3.0 s automatickou převodovkou.
Hlavním rozdílem mezi Mazdou Tribute a Fordem Escape/Maverick je, že odpružení Tribute je naladěno tvrději, v souladu se sportovní image Mazdy. Tribute je nejstarším stále vyráběným SUV Mazdy.

## Mazda Tribute v ČR
V současné době (2010) se Mazda Tribute do Česka nedováží. V minulosti však dovážena byla, a to ve dvou variantách s dvoulitrovým a v jedné variantě s třílitrovým motorem.